# O Cavalo de Ferro
The Iron Horse (bra/prt: O Cavalo de Ferro) é um filme mudo norte-americano de 1924 dirigido por John Ford e produzido pela Fox Film.
Em 2011, este filme foi considerado "culturalmente, historicamente, ou esteticamente significativo" pela Biblioteca do Congresso dos Estados Unidos e selecionado para preservação no National Film Registry.

## Elenco
- George O'Brien - Davy Brandon
- Madge Bellamy - Miriam Marsh
- Charles Edward Bull - Abraham Lincoln
- Cyril Chadwick - Peter Jesson
- Will Walling - Thomas Marsh
- Francis Powers - sgt. Slattery
- J. Farrell MacDonald - cap. Casey
- Jim Welch - sdd. Schultz (as James Welch)
- George Waggner - cel. William F. 'Buffalo Bill' Cody
- Fred Kohler - Bauman
- James A. Marcus - Judge Haller (como James Marcus)
- Gladys Hulette - Ruby
- Chief John Big Tree - Chefe Cheyenne (não creditado)
- Frances Teague - Polka Dot, a dançarina